# ヘント〜ウェヴェルヘム2013
ヘント〜ウェヴェルヘム2013は、ヘント〜ウェヴェルヘムの75回目のレース。2013年3月24日に行われ、ペーター・サガンが初優勝。

## 参加チーム
UCIプロチーム
| チーム名                                | 国籍           | コード |
| --------------------------------------- | -------------- | ------ |
| AG2R・ラ・モンディアル                  | フランス       | ALM    |
| アルゴス・シマノ                        | オランダ       | ARG    |
| アスタナ                                | カザフスタン   | AST    |
| ブランコ                                | オランダ       | BLA    |
| BMC・レーシングチーム                   | アメリカ合衆国 | BMC    |
| キャノンデール                          | イタリア       | CAN    |
| エウスカルテル・エウスカディ            | スペイン       | EUS    |
| FDJ                                     | フランス       | FDJ    |
| ガーミン・シャープ                      | アメリカ合衆国 | GRS    |
| カチューシャ                            | ロシア         | KAT    |
| ランプレ・メリダ                        | イタリア       | LAM    |
| ロット・ベリソル                        | ベルギー       | LTB    |
| モビスター・チーム                      | スペイン       | MOV    |
| オリカ・グリーンエッジ                  | オーストラリア | OGE    |
| オメガファーマ・クイックステップ        | ベルギー       | OPQ    |
| レディオシャック・レオパルド            | ルクセンブルク | RLT    |
| チーム・サクソバンク - ティンコフバンク | デンマーク     | TST    |
| チーム・スカイ                          | イギリス       | SKY    |
| ヴァカンソレイユ・DCM                   | オランダ       | VCD    |

招待チーム
- アクセント・ジョブス - ウォンティ（ ベルギー・AJW）
- コフィディス（ フランス・COF）
- クレラン・ユーフォニー（ ベルギー・CRE）
- チーム・ヨーロッパカー（ フランス・EUC）
- IAM（ スイス・IAM）
- トップスポート・フラーンデレン - バロワーズ（ ベルギー・TSV）

## 成績
- ヒステル〜ウェヴェルヘム 187km - ヒステルよりも50㎞遠方の内陸部にあるデインズが本来のスタート地点であるが、雪によって通行止めの箇所が続出したため、暫定措置としてスタート地点を変更。

| 順位 | 選手名                         | 国籍           | チーム                           | 時間          |
| ---- | ------------------------------ | -------------- | -------------------------------- | ------------- |
| 1    | ペーター・サガン               | スロバキア     | リクイガス・キャノンデール       | 5時間32分44秒 |
| 2    | ボルト・ボジチュ               | スロベニア     | アスタナ                         | +23秒         |
| 3    | フレフ・ファン・アヴェルマート | ベルギー       | BMC・レーシングチーム            | 同            |
| 4    | ハインリヒ・ハウスラー         | オーストラリア | IAM                              | 同            |
| 5    | フアン・アントニオ・フレチャ   | スペイン       | ヴァカンソレイユ・DCM            | 同            |
| 6    | マテュー・ラダニュー           | フランス       | FDJ                              | 同            |
| 7    | ベルンハルト・アイゼル         | オーストリア   | チーム・スカイ                   | 同            |
| 8    | ステイン・ファンデンベルフ     | ベルギー       | オメガファーマ・クイックステップ | +24秒         |
| 9    | ヤロスラフ・ポポヴィッチ       | ウクライナ     | レディオシャック・レオパード     | 同            |
| 10   | アンドレイ・アマドール         | コスタリカ     | モビスター・チーム               | 同            |
| DNF  | 別府史之                       | 日本           | オリカ・グリーンエッジ           |               |